# Closterocerus purpureus
Closterocerus purpureus är en stekelart som först beskrevs av Howard 1897.  Closterocerus purpureus ingår i släktet Closterocerus och familjen finglanssteklar. Inga underarter finns listade i Catalogue of Life.